# Selepa ferrofusa
Selepa ferrofusa är en fjärilsart som beskrevs av George Francis Hampson 1905. Selepa ferrofusa ingår i släktet Selepa och familjen trågspinnare. Inga underarter finns listade i Catalogue of Life.